# Antonio Rodríguez-Moñino
Antonio Rodríguez-Moñino (Calzadilla de los Barros, Badajoz, 14 de març de 1910 - Madrid, 1970) fou un erudit, bibliògraf i filòleg espanyol.

## Biografia
Cursà el batxillerat en als Marianistes de Jerez de la Frontera i a l'Institut Nacional de Segon Ensenyament de Badajoz. El 1924, ingressa per cursar estudis de Dret en la Universitat María Cristina dels pares Agustins de San Lorenzo del Escorial i allí, a la seva magnífica biblioteca, descobreix la seva passió per la bibliografia.
El 1924 s'edita la seva primera publicació, "Una cuestión palpitante: lo del texto único en los Institutos" apareguda a La Libertad, periòdic de Badajoz, el 5 de març del citat any, poc abans de complir, doncs, els catorze anys. El 1925 es precipiten diverses publicacions, la primera d'elles ja un treball bibliogràfic, "Joaquín Romero de Cepeda, escritor extremeño del siglo XVI", dedicat al pare J. V. Corraliza, agustí del Monestir del Escorial i natural de Villanueva de la Serena. El 1926 forma part del recentment creat Centre d'Estudis Extremenys i escriu dues obres claus per als seus Estudios Extremeños (signava llavors com Bibliófilo extremeño): Teatro extremeño del siglo XVI (perdut) i Folklore extremeño (fullet gairebé destruït íntegrament).
El 1928 s'estableix a Madrid, i després d'haver iniciat la carrera de Dret, seguirà també els estudis de Filosofia i Lletres (especialitat de Lletres) i freqüentarà les tertúlies, element axial en la seva vida futura, i fins i tot formarà una pròpia, al costat d'altres estudiants, en el cafè Castella. Encara estudiant, seria nomenat acadèmic corresponent de la Real Academia de Buenas Letras de Málaga. El 1931, amb vint-i-un anys, aconsegueix una beca de la Junta Constructora de la Ciutat Universitària, a proposta unànime de la Facultat de Filosofia i Lletres de la Universitat de Madrid, per ampliar estudis a França i Bèlgica. En aquesta època és nomenat Acadèmic corresponent de la Reial Acadèmia Hispano-Americana de Ciències i Arts de Cadis i publica, amb menys de vint anys, textos essencials com, entre d'altres, La biblioteca de Benito Arias Montano (1929), Dictados tópicos de Extremadura o Virgilio en España (1930) i una Bibliografía hispano oriental (1931).
El 1935 va guanyar una càtedra d'Institut. Al caient de la Guerra Civil seria nomenat tècnic de la Junta de Confiscació i Protecció del Patrimoni Artístic i va dirigir la salvació del patrimoni bibliogràfic durant la Guerra Civil, en dipositar els llibres confiscats o recuperats en la Biblioteca Nacional de Madrid. Més polèmica va ser la seva intervenció, acompanyant Wenceslao Roces Suárez, en la confiscació de les monedes d'or del Museu Arqueològic Nacional el 4 i 5 de novembre de 1936, sense aixecar una acta detallada de les peces tretes del museu. El 1939 es va casar amb María Brey Mariño (bibliotecària republicana), a la qual havia conegut a principis dels trenta. No va voler exiliar-se i va sofrir un expedient de depuració i va ser inhabilitat per a la docència durant més de vint anys, condemnant-lo a trasllat forçós fora de la província de Madrid per cinc anys i sent despullat de la seva càtedra; la resolució de l'expedient es dilataria fins a 1966. El matrimoni va arribar a tenir la major biblioteca privada de l'època amb gairebé 17.000 volums.
Va treballar a la biblioteca de la Reial Acadèmia Espanyola. Bibliotecari del Museu Lázaro Galdiano, va dedicar la seva atenció preferentment als literats d'Extremadura, com per exemple Bartolomé José Gallardo, a qui va dedicar el seu Don Bartolomé José Gallardo. Estudio bibliográfico (1955). Va publicar les Poesías de Gregorio Silvestre, Dictados tópicos de Extremadura, Poetas extremeños del siglo XVI, Joaquín Romero Cepeda, poeta extremeño del siglo XVI i la primera part d'una Historia de la literatura extremeña (1942) que arriba fins al renaixement. Va ser director de l'Editorial Castalia.
Durant els anys 1949 a 1952 es va dedicar a estudiar l'obra de Cristóbal de Mesa. Després de ser expulsat de la seva càtedra per les seves simpaties republicanes, va fundar la Revista española (1953), que va publicar assaig, crítica i narració breu, i on van apuntar els autors de la generació del mig segle o del Realisme social, entre ells Ignacio Aldecoa, Rafael Sánchez Ferlosio i Alfonso Sastre, que formaven el seu consell de redacció. Tenien tertúlia al Lió d'Or, presidida per Rodríguez Moñino. Va donar cursos als Estats Units des de 1960, en particular en la Universitat de Califòrnia, Berkeley, i va ser vicepresident de la Hispanic Society of America.
El 1966 va ser nomenat per fi, després de ser rebutjat dues vegades el 1960 per motius polítics, la qual cosa va motivar el seu abandó d'Espanya per als Estats Units, membre de la Reial Acadèmia Espanyola. En la segona ocasió, a l'Acadèmia va arribar l'advertiment de com el Govern veuria amb «summe desgrat l'elecció d'aquell candidat», encara que Gregorio Marañón va ser el seu valedor i onze acadèmics van alçar el seu vot en blanc: Ramón Menéndez Pidal, Dámaso Alonso, José María de Cossío, Vicente García de Diego, Pedro Laín Entralgo, Palacios, Gerardo Diego, Cantó, Vicente Aleixandre i Camilo José Cela). El 1968 van aparèixer els primers títols de la col·lecció Clàssics Castalia, fundada per ell. El seu nebot, l'investigador Rafael Rodríguez-Moñino Soriano, ha publicat una interessant i documentada biografia seva.
Va morir a Madrid el 1970 i va llegar un esplèndid tresor bibliogràfic (15.000 llibres, molts d'ells inèdits, manuscrits, estampes i dibuixos) a la Reial Acadèmia Espanyola, i uns cinc mil volums a la Biblioteca de Càceres.

## Labor
La seva gran obra pot considerar-se Las fuentes del Romancero General, en dotze toms amb notes, índexs i suplements (Madrid, Reial Acadèmia Espanyola, 1957). Va ser tota una autoritat en plecs solts i bibliografia, i va editar un facsímil amb introducció, bibliografia i índexs del Cancionero General de Hernando del Castillo (València, 1511) el 1958. També va compondre un utilíssim Manual bibliográfico de Cancioneros y Romanceros impresos durante el siglo XVII i un Diccionario de pliegos sueltos. Siglo XVI (1970), que va tenir segona edició ampliada per Víctor Infantes i A. LF. Askins.